# Wren Elessedil
Wren Elessedil è un personaggio della quadrilogia de Il Ciclo degli Eredi di Shannara, scritta da Terry Brooks, protagonista di La regina degli Elfi di Shannara: in virtù delle sue origini elfe, le è infatti affidato il compito di riportare gli elfi nelle quattro terre per sconfiggere la minaccia degli ombrati. È nota anche con il cognome Ohmsford che ha portato nei primi anni di gioventù.

## Storia
Wren conosce poco della sua infanzia. Molte delle sue informazioni le vengono dal dialogo con il Vagabondo Garth, che è il suo tutore e fido compagno: secondo queste informazioni, Wren è figlia di un Ohmsford e di una Vagabonda ed è vissuta con gli Ohmsford a Valle d'Ombra assieme ai cugini Par e Coll Ohmsford fino a quando non ha intrapreso il suo addestramento come Vagabonda con Garth all'età di cinque anni, secondo il volere dei suoi genitori morti per mano degli Ombrati. L'unico ricordo della sua famiglia è un sacchetto con tre pietre, che Wren porta sempre con sé. Wren si trova insieme a Garth quando iniziano i sogni premonitori e quando incontra il druido Cogline, che le chiede di recarsi al Perno dell'Ade per parlare con l'ombra di Allanon. Wren si reca al Perno dell'Ade dove incontra i suoi cugini Par e Coll e Walker Boh. Lì, l'ombra di Allanon le affida il compito di riportare gli Elfi nelle Quattro Terre da cui erano scomparsi da molti anni. 
Wren inizialmente non crede a quanto detto dall'ombra del Druido, ma poi decide di mettersi alla ricerca del popolo scomparso. Grazie al suo colloquio con la veggente Addershag a Grimpen Ward, Wren scopre che gli Elfi si sono nascosti nell'isola di Morrowindl, e che anche lei ha origini Elfe. Per raggiungere Morrowindl, Wren e Garth si recano sulle rive del mare, lo Spartiacque Azzurro, dove però vengono aggrediti da un Ombrato. Nella lotta le tre pietre manifestano la loro natura e Wren riesce a difendersi grazie a loro; dalle storie narrate dai cugini Par e Coll, Wren comprende che queste tre pietre potrebbero essere in realtà le Pietre Magiche di Shannara, affidate a Shea da Allanon tanti secoli prima. Grazie all'aiuto del cavaliere alato Tiger Ty e del suo Roc, i due Vagabondi riescono ad arrivare sull'isola. Messi in guardia sul loro destino, il Cavaliere Alato promette di tornare a sorvolare l'isola periodicamente per recuperarli. Per raggiungere Arborlon, Wren e Garth devono attraversare l'isola dalla costa fino alle pendici del vulcano Killeshan. Il percorso è difficile e le abilità dei Rover spesso si mostrano insufficienti; lungo il cammino i due incontrano il Gatto Screziato Stresa e lo Squeak Fauno che li guidano fino ad Arborlon. Giunti sotto le mura della capitale elfa, Wren si rende conto che gli Elfi sono assediati dai Demoni nella loro capitale Arborlon; in un ultimo attacco Wren e Garth vengono separati da Stresa e Fauno e vengono salvati dal Gufo - Aurin Striate - uno dei comandanti dell'esercito elfo, che li fa entrare in città.
Ad Arborlon Wren scopre di essere la figlia di Alleyne, a sua volta figlia di Ellenroh Elessedil, regina degli Elfi. La regina è conscia del grave pericolo in cui si trova il suo popolo e, guidata dalle visioni della sua amica Eowen Cersie, riconosce in Wren colei che potrebbe essere la salvezza del popolo Elfo. Wren viene dunque a sapere la verità sulle sue origini: è figlia della principessa degli Elfi e di un cavaliere alato; i genitori erano scappati da Morrowindl a seguito di una visione di Eowen ma poi erano ritornati, trovando la morte a pochi metri dalle mura della città, come predetto da un'altra visione. Le Pietre Magiche sono giunte fino a lei in quanto la sua bisnonna era discendente di Shea Ohmsford. La regina Elfa Ellenroh Elessedil aveva cambiato l'aspetto delle pietre con la magia, rendendole come semplici sassi dipinti. 
Wren scopre anche che gli Elfi sono giunti a Morrowindl viaggiando custoditi all'interno di una pietra, il Loden, che sfrutta una antica magia che gli Elfi erano riusciti a recuperare dal passato. Constatata l'impossibilità di difendere oltre Arborlon a causa dell'indebolirsi della Chiglia - lo scudo magico che insieme all'Eterea protegge Arborlon - Ellenroh decide di seguire la visione di Wren e di ritornare nelle Quattro Terre con il suo popolo, usando nuovamente la magia del Loden. Il consiglio degli Elfi pertanto delibera che Ellenroh, Eowen, Wren, Garth - insieme a Gavilan (cugino di Wren), Aurin Striate, Triss (Capitano della Guardia Nazionale), Cort e Dall (due guardiani) - porteranno il Loden fino alla costa dove si attenderà l'arrivo di Tiger Ty per volare nuovamente al di qua dello Spartiacque Azzurro.
Durante il pericolo viaggio verso la costa, i componenti della spedizione muoiono uno ad uno a seguito degli attacchi dei demoni. Con grande dolore, Wren vede prima morire Ellenroh e Eowen ed infine è costretta a uccidere anche Garth che, morso da una delle creature dell'isola, si sta trasformando in un ombrato. Solo Wren, Stresa, Fauno e Triss riescono a tornare nelle Quattro Terre. Triss diventa il protettore e guida di Wren - diventata Regina degli Elfi dopo che Ellenroh le ha affidato il Loden. Triss riconosce pubblicamente Wren come regina degli Elfi davanti all'Alto Consiglio, una volta che Arborlon e gli Elfi vengono restituiti al mondo.
Wren - dopo aver scoperto che gli Ombrati e i Demoni di Morrowindl non sono altro che Elfi corrotti dalla magia - guiderà il suo popolo nella lotta contro la corrotta Federazione e gli Ombrati. Con la sconfitta degli Ombrati, Wren e gli elfi si impegneranno a rigenerare la terra che le spietate creature avevano devastato, risucchiando la vita in essa contenuta.
La linea di sangue di Wren creerà, circa centociquanta anni più tardi, il druido Ahren Elessedil.